# Điện hóa

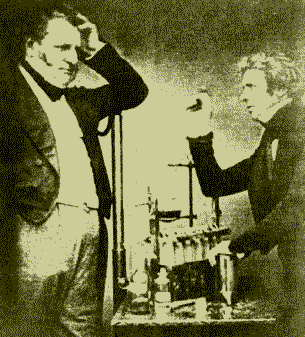
Hai nhà hóa học Anh John Daniell (Trái) and Michael Faraday (Phải), là cha đẻ của ngành điện hóa ngày nay.

Điện hóa là một lĩnh vực trong hóa lý nghiên cứu về mối liên hệ giữa các quá trình hóa học và dòng điện. Một phản ứng hóa học xảy ra khi có dòng điện chạy qua, hay qua phản ứng hóa học có một hiệu điện thế, đây là những quá trình điện hóa. Trong các quá trình này luôn tồn tại đồng thời hai hiện tượng: oxy hóa và oxy hóa khử (phản ứng oxy hóa khử).

## Lịch sử phát triển
- 1799: Alexandro Volta lần đầu tiên chế tạo ra pin hoạt động được, trước đấy Luigi Galvani đã có nhiều thí nghiệm trên đùi ếch, các cơ chúng co lại khi chạm vào kim loại khác nhau
- 1832: Michael Faraday phát hiện ra định luật cơ bản về điện hóa
- 1929: Jaroslav Heyrovský nghiên cứu về phương pháp cực phổ và nhận được giải Nobel hóa học cho công trình này vào năm 1959
- 1969: tế bào nhiên liệu hiđrô đã được nghiên cứu và dùng trong chương trình Apollo, chúng không chỉ là nguồn điện mà còn cung cấp cả nước cho phi hành đoàn

## Cơ sở hóa học
Trong các oxide kim loại có liên kết ion, ví dụ CaO thì Ca cho e-, chất bị oxy hóa và O nhận e-, chất oxy hóa hay chất bị oxy hóa khử, các quá trình:
Oxy hóa: Ca → Ca2+ + 2e-
Oxy hóa khử: O + 2e- → O2-
Phản ứng oxy hóa khử: Ca + O → Ca2+ + O2-
Khi mở rộng các khái niệm này ra, quá trình oxy hóa: chất A cho ne- thành An+, quá trình oxy hóa khử: chất B nhận ne- thành Bn-, phản ứng oxy hóa khử A + B → An+ + Bn-; khi A và B đều là kim loại thì có phản ứng oxy hóa khử  An+ + B → A + Bn+.
Nếu phản ứng này là liên tục thì có 1 dòng chuyển động của ne- hay 1 dòng điện giữa A và B
Nếu các ion này có mặt trong 1 điện trường thì dưới tác dụng của lực tĩnh điện, các ion có điện tích âm sẽ di chuyển và tụ lại trên cực dương anôt, còn ion dương thì về cực âm catôt

## Ứng dụng điện hóa
- Trong sản xuất các kim loại như kali, nhôm,... hay các halogen như clo, flo,... qua điện phân
- Sản xuất các nguồn điện di động như pin, ắc quy, tế bào nhiên liệu,...
- Phân tích các chất hóa học trong hóa phân tích, ví dụ trong phương pháp cực phổ
- Kỹ thuật mạ điện